# Achirus achirus
Achirus achirus es una especie de pez del género Achirus, familia Achiridae. Fue descrita científicamente por Linnaeus en 1758.
Se distribuye por la parte del Atlántico Centro Occidental: desde el golfo de Paria hasta la desembocadura del río Amazonas. La longitud total (TL) es de 37 centímetros. Habita en la zona litoral hasta los 20 metros de profundidad, así como también en fondos arenosos de ríos y arroyos costeros donde se alimenta principalmente de pequeños crustáceos y peces.
Está clasificada como una especie marina inofensiva para el ser humano.